# Péra Mélana
Péra Mélana är en ort i Grekland.   Den ligger i prefekturen Arkadien och regionen Peloponnesos, i den södra delen av landet, 110 km sydväst om huvudstaden Aten. Péra Mélana ligger 281 meter över havet och antalet invånare är 295.
Terrängen runt Péra Mélana är huvudsakligen kuperad, men åt nordväst är den bergig. Havet är nära Péra Mélana åt nordost.  Närmaste större samhälle är Leonídio, 4,7 km söder om Péra Mélana. 